# Marianne Bruchez
Pour les articles homonymes, voir Bruchez.
Marianne Bruchez, née le 7 mai 1969 à Sion, est une personnalité valaisanne militante pour les droits LGBT.
Elle a organisé la Lesbian and Gay Pride & Friends à Sion en 2001.

## Biographie
Marianne Bruchez naît le 7 mai 1969 à Sion[réf. nécessaire].
Après un diplôme de commerce en 1990, elle obtient en 1998 un diplôme d’éducatrice de santé, de nutritionniste, et de Biothérapeute au Collège européen d’hygiène et de médecine naturelles à Pully. Elle travaille ensuite comme naturopathe à Sion,.
En juillet 2002, elle est nommée coordinatrice de l'association Dialogai. Elle reste trois ans à ce poste.
Elle obtient en 2006 un certificat de formation continue en développement durable. Elle occupe alors un poste de chef de projet auprès de la Fondation pour le développement durable des régions de montagne, à Sion, jusqu'à la fin 2020.

### Lesbian and Gay Pride & Friends
En 2001, elle la coordinatrice et le visage de la Lesbian and Gay Pride & Friends à Sion. Attaquée violemment par des opposants comme le groupement RomanDit formé par Dominique Giroud, elle a été parfois surnommée « La Jeanne d’Arc de Sion ». Cependant, la pride de 2001 réunit plus de 15 000 personnes, comme espéré par Marianne Bruchez,. En 2015, à l'occasion de la seconde marche des fiertés valaisannes, elle explique que « La violence avant la Pride de 2001 montrait que le sujet méritait d’être abordé ».

### Slow Up Valais central
Depuis 2009, elle est cheffe du projet du Slow Up en Valais central, qui réunit 20 000 personnes lors de sa première édition.

## Filmographie
- 2002 : La Parade (notre histoire), Lionel Baier[11],[12],[13]
- 2004 : Garçon stupide, Lionel Baier[14]